# École dauphinoise

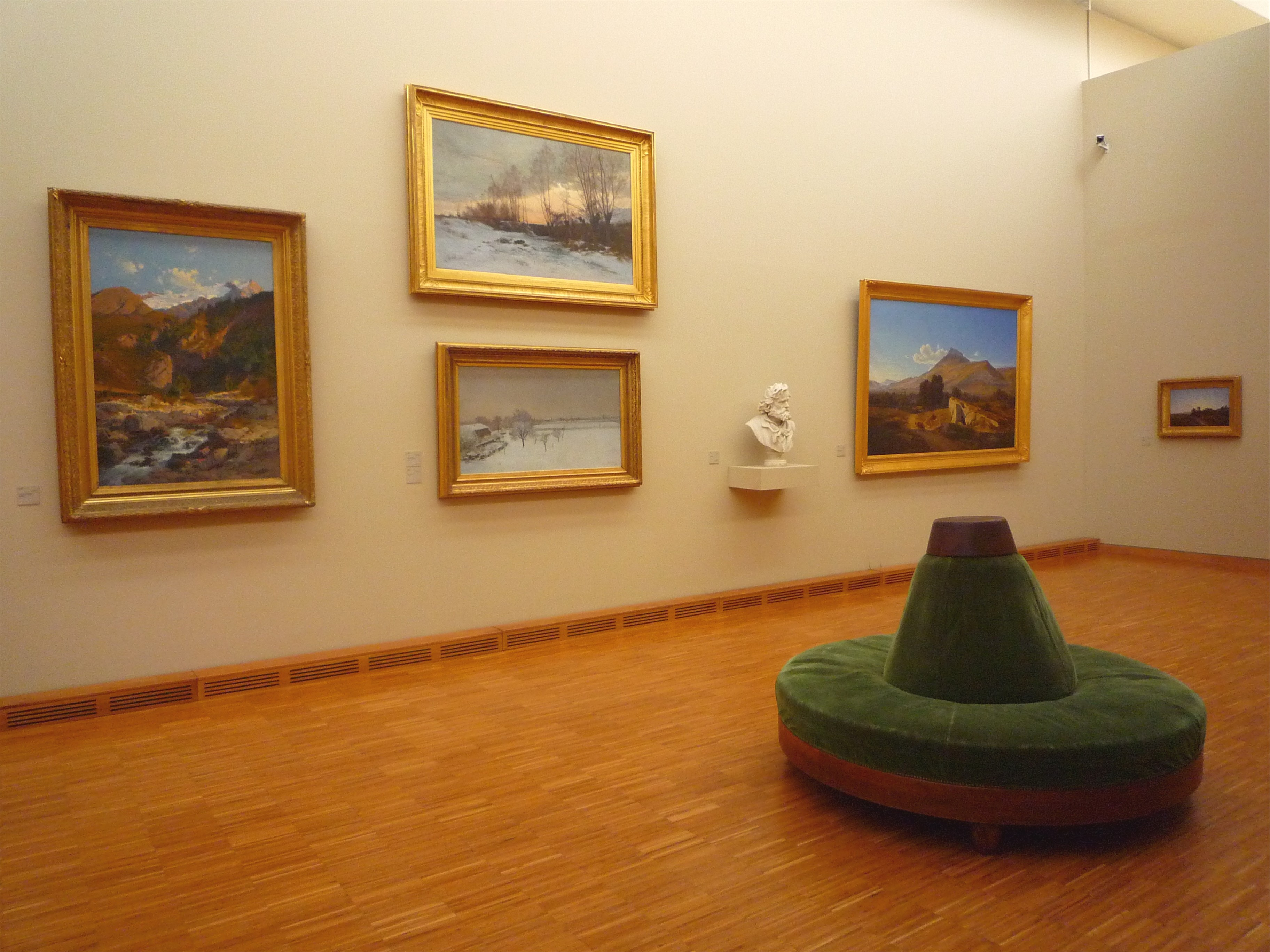
Sall der École dauphinoise im Musée de Grenoble

Als École dauphinoise wird eine Gruppe von Landschaftsmalern bezeichnet, die sich in der zweiten Hälfte des 19. Jahrhunderts um den Maler Jean Achard geschart hatte.
Sie ist nach der Landschaft der Dauphiné benannt.
Achard hatte die Schule von Barbizon, eine Malerkolonie, von seinem Kollegen Théodore Rousseau kennen gelernt und wollte seine École dauphinoise nach diesem Vorbild gestalten. Alle Künstler lehnten die etablierte Salonmalerei ab und bevorzugten die realistische Darstellung der Freilichtmalerei.

## Mitglieder
| - Jean Achard (1807–1884) - André Albertin (1867–1933) - Édouard d’Apvril (1843–1928) - Tancréde Bastet (1858–1942) | - Charles Bertier (1860–1924) - Henri Blanc-Fontaine (1819–1897) - Édouard Brun (1860–1935) - Jacques Gay (1851–1925) | - Laurent Guétal (1841–1892) - Ernest Hareux (1847–1909) - Diodore Rahoult (1819–1874) - Théodore Ravanat (1812–1883) |